# Усть-Антосе
Усть-Антосе — посёлок в Баунтовском эвенкийском районе Бурятии. Входит в сельское поселение «Северное».

## География
Расположен в 96 км к юго-западу от Багдарина, и в 92 км к югу от центра сельского поселения, посёлка Северный, на левом берегу реки Большой Амалат, в 35 км к западу от региональной автодороги Р437 Романовка — Багдарин.

## Население
| 2002 | 2010 |
| ---- | ---- |
| 7    | ↘4   |